# Симфония № 2 (Хренников)
Симфония № 2 до минор соч. 9 — симфония Тихона Николаевича Хренникова в 4 частях. Премьера симфонии в первой редакции состоялась в 1942 году в Москве, во второй — в 1944 году там же.

## История создания
Хренников начал работу над симфонией в 1941 году, еще до войны. Он задумывал её как гимн молодёжи, но ворвалась война и это внесло свои коррективы. Вот как сам композитор говорил о создании симфонии:
«Еще до Великой Отечественной войны я задумал создать Вторую симфонию, посвященную молодежи. По замыслу это должно было быть произведение, проникнутое лирикой, радостью прекрасной мирной жизни. Такой и оказалась первая часть. Но три последующие писались в годы войны, и жизнь диктовала новое направление, рождала новые образы и картины: рассказ о печальном, тяжелом для Родины времени и жертвах фашизма — вот содержание второй части, повествование о жестокой схватке с врагом — третьей, предчувствие, несмотря на драматизм, победы, уверенность в ней — четвертой.»

Композитор завершил симфонию в 1942 году, её исполнение транслировалось по радио. Прослушав её по радио, Хренников не был удовлетворён финалом симфонии, и работал над ней вплоть до 1944 года. Симфония во второй редакции была впервые представлена 9 июня 1944 года, в исполнении Большого симфонического оркестра Всесоюзного радио, дирижировал Николай Голованов. Симфония была очень тепло была воспринята слушателями. Она явила в себе все переживания народа, испытанные в годы войны.
В разные годы симфонию исполняли такие прославленные дирижёры как Николай Голованов, Франц Конвичный, Геннадий Рождественский, Евгений Светланов, Кирилл Кондрашин, Натан Рахлин, Евгений Мравинский, Вероника Дударова, Валерий Гергиев и др.

## Музыкальные характеристики
Симфония писалась около трёх лет, и по мере создания она отражала те события, которые происходили в стране. К примеру в первой части, которая была написана еще до войны, музыка имеет много лирики, энтузиазма, динамики, свойственной мирному довоенному времени; во второй части, которая писалась уже в первые месяцы войны, настроение менее оптимистичное, степенная, тревожная мелодия проходит на всем ее протяжении, постепенно нарастая и ведущая к мощной кульминации; третья часть возникает в виде драматичного скерцо, которое изобилует отзвуком военных бурь, гроз, порой приобретающими зловещий характер; четвертая, финальная часть чуть менее драматичная, в неё уже слышен звук победы, симфония завершается, по выражению одного из критиков, «заключительным маршем-броском». В общем и целом симфония явилась многоплановым, масштабным полотном, отображающим переживания и чувства народа в годы Великой Отечественной войны.

## Структура
- 1. Allegro con fuoco
- 2. Adagio
- 3. Allegro molto
- 4. Allegro marciale

## Состав оркестра
- 2 флейты и флейта-пикколо
- 2 гобоя и английский рожок
- 2 кларнета и бас-кларнет
- 2 фагота и контрафагот

- 4 валторны
- 3 трубы
- 3 тромбона
- Туба

- Литавры
- Треугольник
- 2 малых барабана
- Тарелки
- Большой барабан

- Фортепиано
- 2 арфы
- Струнные.

## Известные записи
- 1944 — Большой симфонический оркестр Всесоюзного радио, дирижёр Николай Голованов.
- 1955 — Симфонический оркестр Берлинского радио, дирижёр Франц Конвичный
- 1969 — Большой симфонический оркестр Всесоюзного радио, дирижёр Геннадий Рождественский
- 1973 — Большой симфонический оркестр Всесоюзного радио, дирижёр Кирилл Кондрашин[5]
- 1973 — Государственный академический симфонический оркестр СССР, дирижёр Евгений Светланов[6]
- 1979 — Государственный академический симфонический оркестр СССР, дирижёр Евгений Светланов[7]
- 1983 — Симфонический оркестр Министерства культуры СССР, дирижёр Геннадий Рождественский